# Équipe de Singapour des moins de 17 ans de football
Maillots
L'équipe de Singapour des moins de 17 ans est une sélection de joueurs de moins de 17 ans au début des deux années de compétition placée sous la responsabilité de la Fédération de Singapour de football.

## Parcours en Coupe d'Asie des nations de football des moins de 16 ans
- 1985 : Non qualifiée
- 1986 : Non qualifiée
- 1988 : Non qualifiée
- 1990 : Non qualifiée
- 1992 : Non qualifiée
- 1994 : Non qualifiée
- 1996 : Non qualifiée
- 1998 : Non qualifiée
- 2000 : Non qualifiée
- 2002 : Non qualifiée
- 2004 : Non qualifiée
- 2006 : 1er tour
- 2008 : 1er tour
- 2010 : Non qualifiée
- 2012 : Non qualifiée
- 2014 : Non qualifiée
- 2016 : Non qualifiée
- 2018 : Non qualifiée
- 2023 : Non qualifiée
- 2025 : Non qualifiée

## Parcours en Coupe du monde des moins de 17 ans
Jamais qualifiée